# Taxco de Alarcón
Taxco de Alarcón (kurz Taxco) ist eine Stadt mit ca. 55.000 Einwohnern und eine Gemeinde (municipio) mit ca. 105.000 Einwohnern im Norden des Bundesstaats Guerrero in Mexiko. Der Name Taxco stammt von dem indianischen Wort Tlachco ab, welches „Ort des Ballspiels“ bedeutet (siehe Stadtinsignien). Der heutige Name Taxco de Alarcón erinnert außerdem an den berühmten mexikanisch-spanischen Schriftsteller Ruiz de Alarcón y Mendoza (1581–1639), der wahrscheinlich in Mexiko-Stadt geboren wurde, aber in Taxco gelebt und gearbeitet hat, bevor er nach Spanien übersiedelte und dort starb. Der Ort ist als Pueblo Mágico eingestuft.

## Lage
Taxco liegt in den bewaldeten Bergen der Sierra Madre del Sur an einer Verbindungsstraße zwischen Mexiko-Stadt (ca. 180 km nordöstlich) und Acapulco (ca. 245 km südlich) in einer Höhe von ca. 1650 bis 1770. Das Klima ist warm, doch können die Nachttemperaturen deutlich absinken; Regen (ca. 1235 mm/Jahr) fällt hauptsächlich in den Sommermonaten.

## Bevölkerungsentwicklung
| Jahr      | 1900  | 1950   | 2000   | 2020   |
| Einwohner | 3.874 | 10.023 | 50.488 | 50.399 |

Das Bevölkerungswachstum der Stadt ist im Wesentlichen auf den Zuzug von Menschen aus dem ländlichen Umland zurückzuführen.

## Wirtschaft
Hauptwirtschaftszweige waren und sind Verarbeitung, Handel und Export von Silber. Heutzutage existiert in Taxco zwar noch eine Silbermine, der Großteil des in Taxco verarbeiteten und verkauften Silbers stammt jedoch aus Minen in der Gegend um die Stadt Guanajuato, im gleichnamigen Bundesstaat. Der Tourismus spielt heute die größte Rolle im Wirtschaftsleben der Stadt. 

## Geschichte
Im Jahr 1528 gründeten die Spanier etwa 12 km südlich der heutigen Stadt eine erste Siedlung mit dem indianischen Namen „Taxco“ und begannen mit dem Silberabbau. Im 18. Jahrhundert verdiente Don José de la Borda mit dem Silber Taxcos ein großes Vermögen und dankte es der Stadt mit dem Bau der Kirche Santa Prisca, die aufgrund ihrer Architektur im Stil des Kolonialbarock (siehe Kolonialstil) eine der bekanntesten Kirchen Amerikas ist. Am 5. April 1803 hielt sich Alexander von Humboldt kurzzeitig in der Stadt auf und vermaß deren Höhe mit Hilfe seines Barometers auf 1783 m. Am 24. Februar 1821 wurde im Kloster San Bernardino von Agustín de Iturbide der Plan von Iguala konzipiert, der die Unabhängigkeit Mexikos zum Ziel hatte. Im Jahre 1931 kam der US-amerikanische Silberkünstler William Spratling (1900–1967) in die Stadt und machte Taxcos Silberarbeiten weltberühmt. Noch heute wird in seinem Stil produziert, und der im Rahmen des Volksfestes Feria de la Plata jährlich verliehene Preis für das beste Werk des Jahres trägt seinen Namen.

## Sehenswürdigkeiten

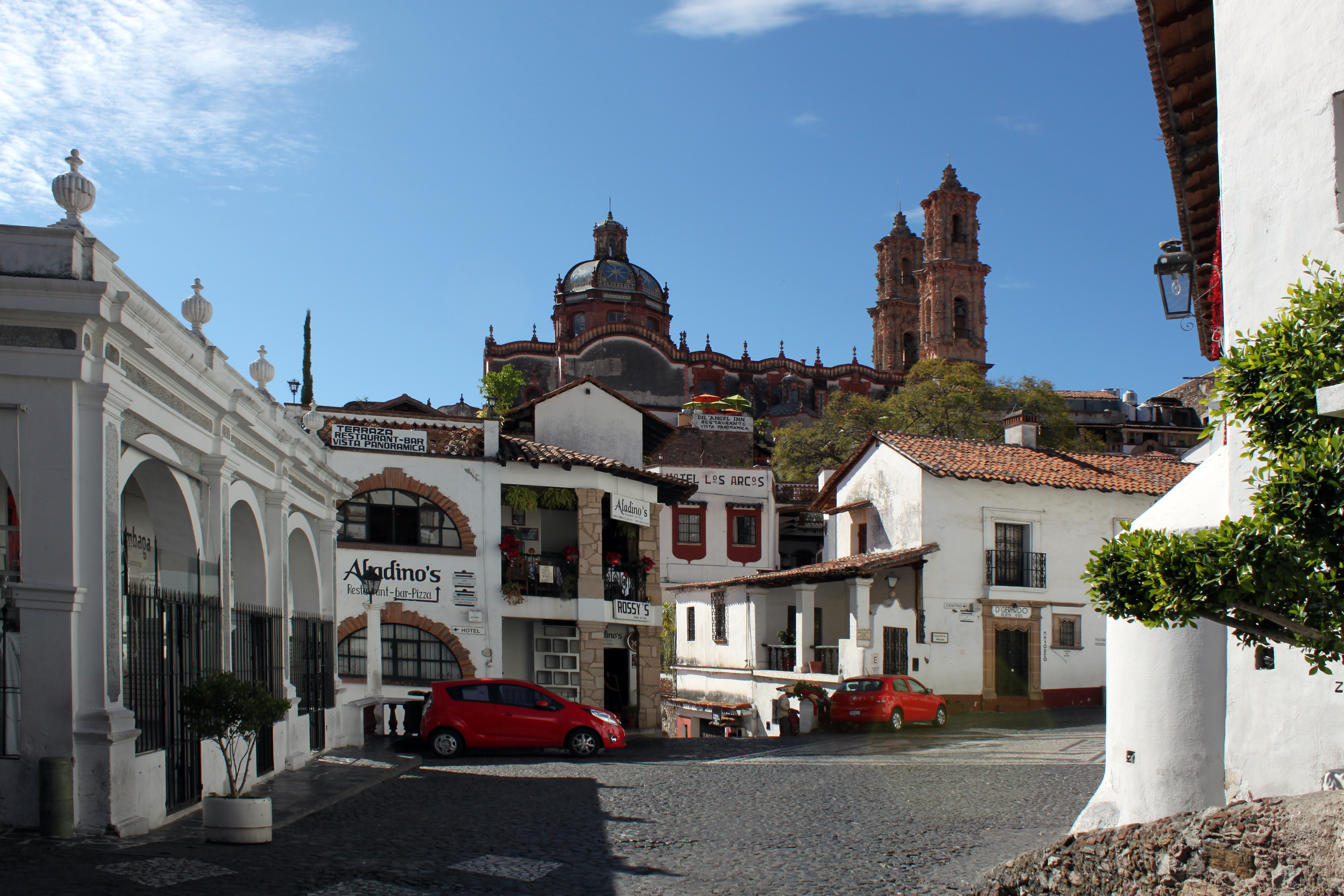
Taxco – Ortsbild mit Kirche Santa Prisca

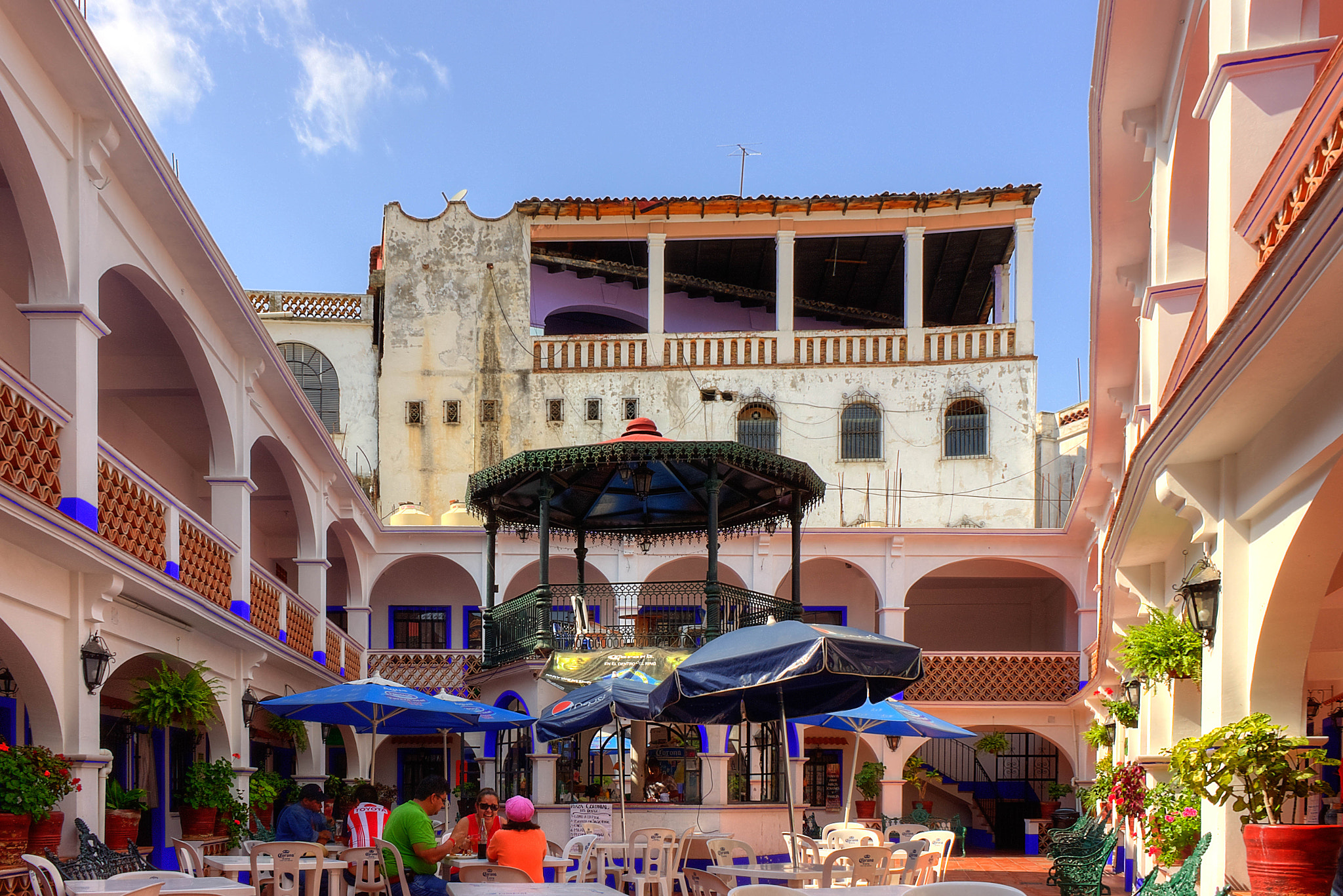
Pasaje de la Plaza Colonial

- Die weißgetünchten Häuser, verwinkelten Gassen und kleinen Plätze der an einem Berghang gelegenen Stadt vermitteln eine kolonialzeitliche Atmosphäre.
- Die in den 1750er Jahren im spätbarocken churrigueresken Stil erbaute Kirche Santa Prisca ist eine der prächtigsten von ganz Mexiko. Das Innere ist reich mit Schnitzaltären und Gemälden ausgestattet.
- Die nur etwa 200 m entfernt stehende ehemalige Klosterkirche San Bernardino stammt ebenfalls aus dem 18. Jahrhundert. Ihre Fassade ist jedoch deutlich strenger und schmuckloser und auch das Kirchenschiff ist ganz im klassizistischen Stil gehalten.
- Die Casa Borda, dem ehemaligen Wohnhaus der Geistlichen von Santa Prisca, macht von außen einen eher abweisenden Eindruck; sie verfügt jedoch über einen zweigeschossigen Innenhof.
- Die für Besucher zugängliche Mina de Taxco gewährt Einblicke in die Zeiten des Silberabbaus mit Spitzhacke etc.
- In dem später in Casa Humboldt umbenannten herrschaftlichen Haus wohnte Alexander von Humboldt bei seinem Aufenthalt in Taxco im Jahr 1803. Heute ist hier das Museo Virreinal untergebracht, in welchem diverse Exponate aus der Zeit vor der Unabhängigkeit Mexikos (1821) zu sehen sind.[4]
- Auf einer 1151 m hohen Anhöhe oberhalb der Stadt (Cerro de Atachi) erhebt sich eine im Jahr 2002 errichtete ca. 5 m hohe Christusstatue mit ausgebreiteten Armen.

## Feste
Zahlreiche religiöse Feste bereichern den Jahresablauf. Das größte Volksfest der Stadt ist die alljährlich Ende November stattfindende und ca. eine Woche dauernde Feria de la Plata.